# 古語拾遺
《古語拾遺》（日语：／ Kogo Shūi）是日本平安時代神道資料集。由齋部廣成於大同2年（807年）編纂。全1卷。
《先代旧事本紀》、《本朝月令》、《政事要略》、《長寛勘文》、《年中行事秘抄》、《釋日本紀》和伊勢神道都有引用這本書。是重要的神典。

## 編纂
一般認為是807年（大同2年）2月13日成書，但也有人認為存在大同元年（806年）的抄本。然而因其跋中有“方今聖運初啟，照堯暉於八洲。寶曆惟新...”一句，據此推斷應在平城天皇即位改元的806年（延曆25年與大同元年）5月18日以後成書。
《日本後紀》記載的大同元年8月10日的“中臣、忌部相訴”中有提及該書。

## 内容
其中內容記載的是從天地開闢到天平年間（729年－749年）的事情。其中有一些內容連《古事記》、《日本書紀》都沒有錄入。
斎部氏自認為是天太玉命的子孫，因此書中有許多關於天太玉命的記載。

## 外部連結
- 言葉の景色　古語拾遺
- 松岡正剛の千夜千冊『古語拾遺』
- 電子テキスト『古語拾遺』 （页面存档备份，存于）
- 古語拾遺（页面存档备份，存于）
- 古語拾遺　一卷　加序　　從五位下齋部宿禰廣成 撰 （页面存档备份，存于）
- 古語拾遺 （页面存档备份，存于）
- 古語拾遺PDF